# Tellina cerrosiana
Tellina cerrosiana är en musselart som beskrevs av Dall 1900. Tellina cerrosiana ingår i släktet Tellina och familjen Tellinidae. Inga underarter finns listade i Catalogue of Life.